# Neue Synagoge (Düsseldorf)

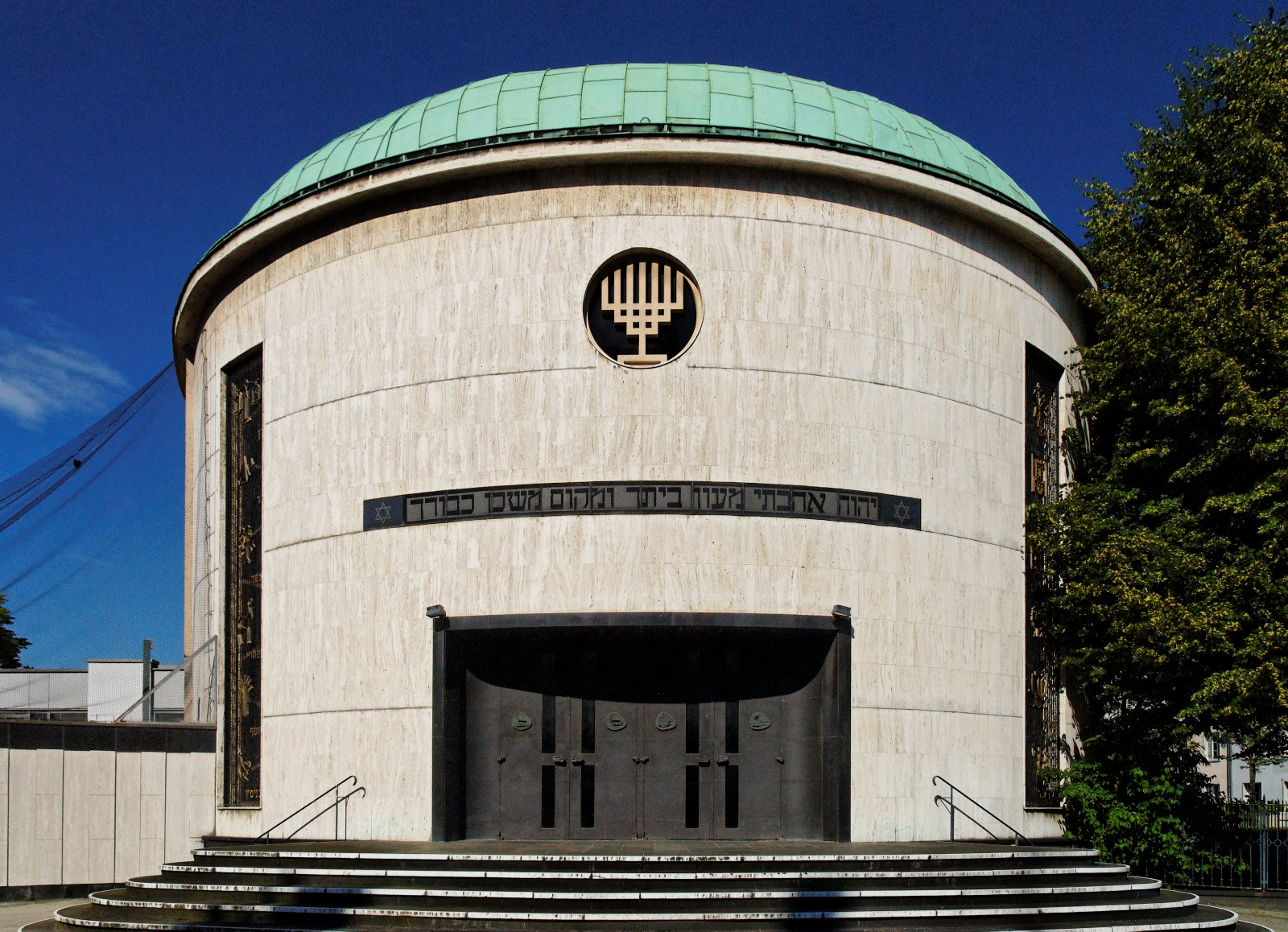
Neue Synagoge, Ecke Zietenstraße/Paul-Spiegel-Platz

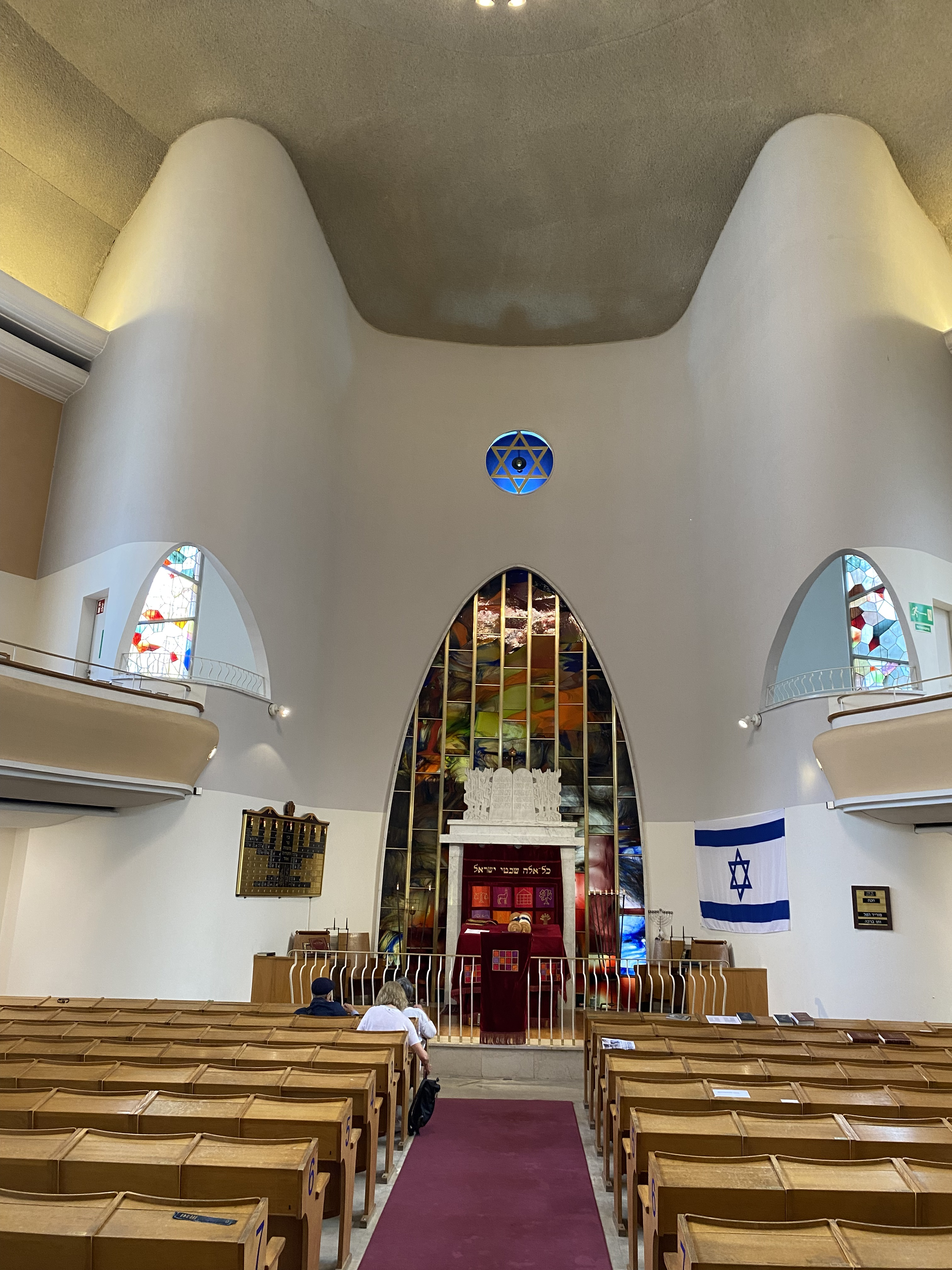
Innenansicht der Neuen Synagoge Düsseldorf

Die Neue Synagoge befindet sich auf dem Paul-Spiegel-Platz an der Ecke der Zietenstraße in Golzheim. Sie ist der gemeindliche Mittelpunkt des jüdischen  Lebens in Düsseldorf.

## Geschichte
Im Jahr 1953 wurde, nachdem die Große Synagoge während der Novemberpogrome 1938 am 10. November in Brand gesteckt und die Ruine am 29. November desselben Jahres abgebrochen worden war, der Plan entwickelt, eine neue Synagoge zu errichten. Sie wurde durch die Düsseldorfer Niederlassung des Aachener Bauunternehmen Grünzig GmbH errichtet. Gemeinde und Öffentlichkeit feierten am 9. November 1956 die Grundsteinlegung.
Der planende Architekt war der Frankfurter Hermann Zvi Guttmann, der in der Phase des Wiederaufbaus die Entwürfe für eine Vielzahl von Synagogen lieferte. Synagoge, Gemeindesaal und Verwaltungsgebäude wurden schließlich am 7. September 1958 (Rosch ha-Schana) in Anwesenheit von Ministerpräsident Franz Meyers eingeweiht. Die Synagoge hat rund 400 Plätze (250 für Männer, 150 für Frauen auf der Empore).
Die Neue Synagoge, das Gotteshaus einer Einheitsgemeinde, beschreibt in der äußeren Form ein Oval. Sie ist mit einer flachen Kupferhaube bedeckt und an den Außenwänden mit hellen Natursteinplatten bekleidet. Im Innern hat sie geschwungene Wände und „kompakte Formen … mit Rundungen“ und weckt „Reminiszenzen an den geschlossenen, geometrischen Stil der 30er Jahre“. Typisch für die Synagogenarchitektur Guttmanns sind neben den abgerundeten Formen auch große Fensteröffnungen mit vertikaler Betonung und Gliederung, Schriftzüge auf der Hauptfassade und die bauliche Abschirmung eines die Synagoge ergänzenden Gemeindezentrums. Über dem an besonderen Anlässen geöffneten Hauptportal steht auf Hebräisch der Psalm 26.8: „Herr, ich habe lieb die Stätte deines Hauses und den Ort, da deine Ehre wohnt.“
Am 2. Oktober 2000 wurde ein Brandanschlag auf die Synagoge verübt. Die Reaktionen in der Öffentlichkeit lösten den „Aufstand der Anständigen“ aus. Täter waren zwei arabischstämmige junge Männer.
Im Jahr 2007 wurde der Platz vor der Synagoge nach dem 2006 verstorbenen Präsidenten des Zentralrats der Juden in Deutschland in Deutschland Paul Spiegel benannt.
Nach einem Entwurf des Architekturbüros Rhode Kellermann Wawrowsky wurde in den Jahren 2009 und 2010 der Leo-Baeck-Saal großzügig umgebaut und erweitert.